# つちふまズ
つちふまズは、吉本興業に所属するお笑いコンビ。東京NSC17期と同期扱い。札幌吉本所属を経て、2023年9月より東京吉本に移籍。

## メンバー
- 三木 智洋（みき ともひろ、1990年11月7日 - ）
  - ボケ・ネタ作り担当。立ち位置は向かって左。
  - 身長170cm、体重60kg。
  - 北海道枝幸町出身。北海道枝幸高等学校卒業。元理容師。
  - 乃木坂46のファン。「きんもぐら」時代の2013年に「笑道 SEASON 8」にて乃木坂クイズを企画したところ、当時はまだ乃木坂46ファンを公言するお笑い芸人が希少だったこともありネット上のファンの間で話題となった[1]。
  - 2023年9月14日、自身のSNSにて結婚を発表した[2]。
- 小澤 徹也（おざわ てつや、1991年1月10日 - ）
  - ツッコミ担当。立ち位置は向かって右。
  - 身長174cm、体重78kg。
  - 北海道札幌市南区出身。北海道札幌藻岩高等学校から北海学園大学卒業と、大泉洋と同じ経歴。
  - 医薬品卸売の元営業マン。サラリーマン時代は函館市に住んでいた。
  - 特技は歌。

## 経歴
三木の地元の友人が小澤と大学の同級生だったことをきっかけに知り合い、仲良くなる。ももいろクローバーZの玉井詩織と結婚したいと本気で考えた三木が、俳優にはなれないのでせめて芸人になろうと友人の中で一番面白いと思っていた小澤を誘い、2012年8月にコンビを結成。オーディションを受けて札幌吉本に所属。当時のコンビ名は「白黒バンビ」。しかし小澤が大学を卒業し就職を決めたため、同年12月に解散。
その後三木は別の相方と「きんもぐら」というコンビで活動するが、2016年4月に解散。会社を辞めて札幌に帰ってきた小澤とコンビを再結成し、先輩芸人のゴールデンルールズ有馬の命名により「つちふまズ」に改名した。
2023年4月、約11年所属していた札幌吉本を卒業し、同年9月より東京に活動拠点を移すこと、それに伴い同年7月30日に卒業単独ライブを開催することをTwitterにて発表 。M-1グランプリ2023では、2016年のしろっぷ以来7年ぶりとなる北海道予選からの3回戦進出を果たした。

## 芸風
主に漫才。ネタ作りのベースを担当するのは三木だが、台本を書かず小澤との会話の中で固めていくスタイルのため、即興性が高い。

## 賞レース成績

### Mｰ1グランプリ
| 年度（回）       | 結果      | No.  | 会場                                                | 日程         | 備考                   |
| ---------------- | --------- | ---- | --------------------------------------------------- | ------------ | ---------------------- |
| 2016年（第12回） | 2回戦進出 | 920  | [東京]雷5656会館ときわホール                        | 10月13日(木) |                        |
| 2017年（第13回） | 2回戦進出 | 249  | [東京]雷5656会館ときわホール                        | 10月8日(日)  |                        |
| 2018年（第14回） | 2回戦進出 | 676  | [東京]雷5656会館ときわホール                        | 10月9日(火)  |                        |
| 2019年（第15回） | 2回戦進出 | 920  | [東京]雷5656会館ときわホール                        | 10月21日(月) | 1回戦（北海道）1位通過 |
| 2020年（第16回） | 1回戦敗退 | 2621 | [北海道] 札幌放送芸術＆ミュージック・ダンス専門学校 | 8月29日(土)  |                        |
| 2021年（第17回） | 2回戦進出 | 3128 | [東京]雷5656会館ときわホール                        | 10月14日(木) |                        |
| 2022年（第18回） | 2回戦進出 | 3289 | [大阪] 森ノ宮よしもと漫才劇場                       | 10月6日(木)  |                        |
| 2023年（第19回） | 3回戦進出 | 2992 | [東京] KANDA SQUARE HALL                            | 11月7日(火)  | 1回戦（北海道）2位通過 |
| 2024年（第20回） | 2回戦進出 | 2368 | [東京]雷5656会館ときわホール                        | 10月19日(土) |                        |

### その他
- 2016年 - 「笑道」頂上決戦 優勝
- 2022年 - 第1回HOKKAIDO-1グランプリ グランドチャンピオンシップ 準優勝

## 出囃子
モーニング娘。「そうだ! We're ALIVE」

## 出演
- ジンギス談（北海道放送、不定期出演）
- 5時からラッタッタ（With-S、水曜パーソナリティ、2020年12月2日 - 2023年6月28日 [10]）
- とよひlover（FMアップル、2022年2月1日 - 2023年6月27日）
- つちふまズと○○（さっぽろ村ラジオ、2022年7月5日 - 2023年06月27日 ）
- まるごと!エンタメ〜ション
  - ようじのぢかん 6月第4週 (2023年6月26日- 6月30日) - 小澤のみ
- EXITのアヤシイTV アチ〜の見つけました!（テレビ北海道、不定期出演）

## ライブ
- 初単独ライブ「てらまえ」（2017年5月23日）
- 第2回単独ライブ「いのうえ」（2018年3月20日）
- つちふまズ単独ライブ「たけだ」（2023年2月27日）
- つちふまズ卒業単独ライブ「ミキオザワ」（2023年7月30日）